# San Donato in Collina
San Donato in Collina is een plaats (frazione) in de Italiaanse gemeente Rignano sull'Arno ( metropolitane stad Florence).
Het dorp ligt op een pas van de provinciale weg tussen Florence en Incisa in Val d'Arno. De Autostrada del Sole (A1) gaat met een tunnel onder het dorp door. De kerktoren van San Donato is vanaf de autosnelweg van verre al zichtbaar.
De hogesnelheidstrein (Frecciarossa) Rome - Florence gaat eveneens met een tunnel, de galleria San Donato, onder het dorp door. 